# Phonapate porrecta
Phonapate porrecta là một loài bọ cánh cứng trong họ Bostrichidae. Loài này được Lesne miêu tả khoa học năm 1900.